# Jerzy Polaczek
Jerzy Jan Polaczek (Piekary Śląskie; 24 de Agosto de 1961 — ) é um político da Polónia. Ele foi eleito para a Sejm em 25 de Setembro de 2005 com 39335 votos em 31 no distrito de Katowice, candidato pelas listas do partido Prawo i Sprawiedliwość.
Ele também foi membro da Sejm 1997-2001 e Sejm 2001-2005, Sejm 2005-2007, Sejm 2007-2011, Sejm 2011-2015, Sejm 2015-2019, Sejm 2019-2023, Sejm 2023-2027.